# Пастушок королівський
Пастушок королівський (Rallus elegans) — вид журавлеподібних птахів родини пастушкових (Rallidae). Поширений в Північній Америці.

## Поширення
Вид поширений на півдні Канади (Онтаріо), на сході США, вздовж східного узбережжя Мексики та на Кубі. Північні популяції мігрують на південь взимку.Мешкає в прісноводних і солонуватих водно-болотних угіддях.

## Підвиди
- R. e. elegans Audubon, 1834 (східна Канада та північний схід США);
- R. e. tenuirostris Ridgway, 1874 (центральна Мексика);
- R. e. ramsdeni Riley, 1913 (Куба).

## Опис
Птах завдовжки 38-48 см і вагою 305-370 г, є найбільшим пастушком в Північній Америці. Характеризується довгим дзьобом, трохи загнутим донизу; дорослі особини коричневі на спині та іржаво-коричневі на обличчі та грудях, а верх голови темно-коричневий. Горло біле, груди бліді, боки вкриті смугами. Незрілі екземпляри мають світло-коричневу голову та темніші коричневі спину та крила.

## Поведінка
Птах часто і добре плаває, незважаючи на відсутність перетинок між пальцями. Літає рідко. Гніздо будує серед болотної рослинності на мілководді. Гніздо являє собою просту платформу, що підноситься над водою. Основа більшості гнізд зроблена з вологої, гнилої рослинності, тоді як сама платформа зроблена з мертвої сухої трави, осоки або очерету. Зазвичай відкладають 10-12 яєць, інкубація триває 21-23 дні. Молодняк покритий чорним пухом. Вони залишають гніздо в перший же день після вилуплення. Їх вигодовують обоє батьків і вони стають повністю самостійними менш ніж через два місяці після вилуплення.
Харчується в основному раками, крабами та іншими дрібними ракоподібними. Він також їсть молюсків, рибу, жаб, дрібних змій, мишей, землерийок, бабок, прямокрилих, жуків, водних комах, фрукти, жолуді та насіння водних рослин, зокрема рису.